# 桑福德鎮區 (明尼蘇達州格蘭特縣)
桑福德鎮區（英語：Sanford Township）是位於美國明尼蘇達州格蘭特縣的一個行政鎮區。

## 地方資料
桑福德鎮區的面積為88.61平方千米，當中陸地面積為83.46平方千米，而水域面積為5.15平方千米。根據2020年美國人口普查的數據，當地共有人口141人，而人口密度為每平方千米1.59人。